# Асен Красновски
Асен Петров Красновски е български офицер от артилерията, генерал-лейтенант, командир на батарея от Сборния артилерийски полк през Първата световна война (1915 – 1918), началник на военните фабрики (1942 – 1943) и инспектор на артилерията (1944) през Втората световна война (1941 – 1945).

## Биография
Асен Красновски е роден на 9 септември 1891 г. в Татар Пазарджик, България. През 1913 г. е произведен в чин подпоручик, а на 2 август 1915 в чин поручик.
По време на Първата световна война (1915 – 1918) поручик Красновски служи като командир на батарея от Сборния артилерийски полк, като на 18 септември 1917 г. е произведен в чин капитан. През 1918 г. „за бойни отличия и заслуги във войната“ е награден с Военен орден „За храброст“ IV степен, 1 клас, която награда е потвърдена със заповед № 355 от 1921 г. по Министерството на войната.
По време на военната си кариера служи в конно-артилерийско отделение, 25-и артилерийски полк, като адютант на 2-ра военноинспекционна област, 3-ти артилерийски полк и 2-ро артилерийско отделение.
На 6 май 1924 г. Асен Красновски е произведен в чин майор, а на 6 май 1928 г. в чин подполковник. През 1929 г. подполковник Красновски е назначен на служба в Държавната военна фабрика (ДВФ), през 1931 година завършва висше техническо училище в Берлин и специален курс за артилерийски офицери в Германия. От 1932 г. е на служба в артилерийската инспекция, от 1933 е артилерийски инженер. На 6 май 1935 г. е произведен в чин полковник, същата година е назначен за началник-секция в техническия отдел на Щаба на армията, от 1936 г. е в Оръжейната инспекция, от 1938 е помощник-началник на Държавната военна фабрика. През 1938 г. е назначен за началник на Държавната военна фабрика в Сопот.
На 29 ноември 1939 г. полковник Красновски е назначен за началник Държавната военна фабрика в Казанлък, на която служба е до 7 март 1942 г.. През 1941 е произведен в чин генерал-майор, а от 1942 г. е началник на военните фабрики в Царството. През 1943 г. е назначен за временен началник на отдел „Доставки и поддържане“, а от 1944 г. е титулярен началник. През 1944 г. е назначен на най-висшата артилерийска длъжност – началник на артилерията, на която служба е до 14 септември 1944, като същата година е уволнен от служба.

## Семейство
Генерал-лейтенант Асен Красновски е син на капитан Петър Красновски и по-малък брат на капитан Иван Красновски и поручик Георги Красновски.

## Военни звания
- Подпоручик (1913)
- Поручик (2 август 1915)
- Капитан (18 септември 1917)
- Майор (6 май 1924)
- Подполковник (6 май 1928)
- Полковник (6 май 1935)
- Генерал-майор (1941)
- Генерал-лейтенант (6 май 1944)

## Образование
- Висше техническо училище в Берлин (1931)
- Специализиран курс за артилерийски офицери в Германия (1931)

## Награди
- Военен орден „За храброст“ IV степен, 1 клас (1918/1921)